# Måttenhet
En måttenhet är en bestämd storlek på en storhet som används för att mäta storheten i, till exempel meter för sträcka. Ett mått uttrycks som en mängd av enheten, till exempel 10 meter. Även liter är en måttenhet och denna används för att mäta volymen.
I de flesta enheter betyder noll att det inte finns något av storheten. Några enheter skiljer sig dock, bland annat temperaturenheterna grad Celsius och grad Fahrenheit, samt logaritmiska enheter som decibel.
En måttenhet kan vara en del av ett enhetssystem, till exempel Internationella måttenhetssystemet (SI) eller det brittiska systemet.